# Fryderyk IV (landgraf Hesji-Homburg)
Fryderyk IV (ur. 15 kwietnia 1724 r. w Braunfels, zm. 7 lutego 1751 r. w Homburgu) – landgraf Hesji-Homburg od 1746 r.

## Życiorys
Fryderyk był najstarszym synem Kazimierza Wilhelma z Hesji-Homburg oraz Krystyny Szarlotty z Solms-Braunfels. Przez ojca był wnukiem landgrafa Hesji-Homburg Fryderyka II i bratankiem kolejnego landgrafa, Fryderyka III. W 1746 r. odziedziczył Hesję-Homburg po śmierci stryja, który nie pozostawił potomków (jego liczne dzieci zmarły przed jego śmiercią).
Jego żoną była Luiza Ulryka (1731–1792), córka księcia Solms-Braunfels Fryderyka Wilhelma. Z tego małżeństwa pochodziło dwoje dzieci:
- Fryderyk V (1748–1820), następca swego ojca jako landgraf Hesji-Homburg,
- Maria Krystyna (1749–1750).